# Apus unicolor
El vencejo unicolor (Apus unicolor) es una especie de ave apodiforme de la familia Apodidae. Es un endemismo macaronésico que sólo nidifica en Madeira y Canarias. Su población se estima entre 5.000 y 20.000 ejemplares. Es bastante común en las islas más occidentales del archipiélago canario, y algo más raro en Lanzarote y Fuerteventura.